# Mateo Romero
Pour les articles homonymes, voir Romero.
Mateo Romero (né vers 1575 à Liège et mort en 1647 à Madrid) est un compositeur espagnol d'origine liégeoise, né sous le nom de Mathieu Rosmarin. Il est considéré comme le dernier compositeur de l'école franco-flamande.

## Biographie
À la mort de son père, en 1585, il est recruté par Nicaise Houssart qui l'emmène à Madrid. Jeune choriste, il travaille sous la direction de Philippe Rogier à qui, de 1598 à 1634, il succédera à la tête de la capilla flamenca. Il accède à la prêtrise en 1609. Son importance est grande dans l’évolution et le rayonnement de la musique espagnole. Son style emprunte à la fois au style des madrigaux italiens et à l’essence même de la musique populaire espagnole. Une des originalités de son œuvre est, en effet, d’avoir introduit dans le monde aristocratique les formes de cette musique populaire, non seulement espagnole, mais aussi italienne et française.
Il est également connu sous son surnom de Capitan, laissant 22 pièces musicales dans le Cancionero de la Sablonara.